# TV Globo
TV Globo (dříve známý jako Rede Globo) je brazilská pozemní televizní stanice založená Robertem Marinhem dne 26. dubna 1965. Vlastní ji mediální konglomerát Grupo Globo.
TV Globo je největší zábavní společnost v Latinské Americe a druhá největší komerční televizní stanice na světě za ABC. Je také největším výrobcem telenovel spolu s Televisa, TV Azteca, Telemundo, Telefe, Caracol Televisión, RCN Televisión, Venevisión, GMA Network a ABS-CBN.

## Vysílané pořady(výběr)
- A Vida da Gente, telenovela
- Duas Caras, telenovela
- Pega Pega, telenovela